# Chiastopsylla quadrisetis
Chiastopsylla quadrisetis är en loppart som beskrevs av De Meillon 1930. Chiastopsylla quadrisetis ingår i släktet Chiastopsylla och familjen Chimaeropsyllidae. Inga underarter finns listade i Catalogue of Life.